# Regina de Alesia
Regina, es una santa y mártir de la Iglesia Católica, nacida en Grignon (Francia), cuya festividad se celebra el 7 de septiembre.

## Hagiografía
Se sabe muy poco sobre su vida, si bien la veneración a Santa Regina perdura. Lo que se conoce sobre ella son algunos detalles que fueron registrados en las actas en el martirologio romano.
Nació en el siglo III en Alesia. Su madre murió en el parto. Fue criada por su padre, un tal Clemente, ciudadano prominente pagano, que la puso al cuidado de una criada, cristiana que la bautizó en secreto.
En 253, esta joven gala de diecieséis años, Regina (Reine en francés), convertida al cristianismo, apacentaba sus ovejas al pie del monte Auxois, supuesto lugar del oppidum del sitio de Alesia. Un gobernador romano de las Galias, un tal Olibrius u Olimbrius, cuya historia, por lo demás, no ha dejado ningún otro rastro, quiso abusar de ella. Ella se resistió y también rechazó el matrimonio, así como abjurar de su fe. Fue encerrada en un calabozo, martirizada y decapitada. Se dice que en el momento de su ejecución apareció una paloma blanquísima que causó la conversión de muchos de los presentes.
Su culto progresó a partir del siglo siguiente, de lo que queda constancia desde el siglo V. El martirio de esta santa fue más tarde tema de muchos misterios teatrales.
Su cuerpo se trasladó a las afueras de la villa de Alesia, donde se construyó una basílica sobre su tumba. Entre los milagros que se le atribuyen, están la curación de una fuerte fiebre de un niño llamado Heriboldus, la curación de un hombre de Reome por el contacto con un trozo de la camilla de la santa, la curación de un hermano afectado del mal de la piedra y la curación parcial de un ciego.

## Culto
El culto de esta santa fue avalado en 1909 por el descubrimiento de un «servicio eucarístico», constituido por un conjunto de plato y tres copones, que se supone que fueron utilizados en la celebración de la eucaristía. El plato tiene un pez grabado (el ’ichtus, como en Autun) y el nombre de «Regina». El conjunto, datado en el siglo IV, parece disipar las dudas sobre la existencia de la joven mártir.
El pueblo, Alise-Sainte-Reine, que creció al pie del monte Auxois, la tomó como patrona y, todos los años, los habitantes organizan la representación de un misterio teatral en su memoria y honor. Esta tradición está acreditada desde 866 y perdura en nuestros días. Sería el misterio más antiguo de los celebrados ininterrumpidamente en Francia. En 1271, se procedió al engaste en un busto relicario en plata, con las armas de Francia, de Castilla y de la antigua Borgoña.
La Cofradía de Santa Regina data de 1544. Fue creada por los religiosos de Flavigny. En 1644, con la reforma de los benedictinos de San Mauro, el peregrinaje se revitalizó y, en 1659, a los miembros de la Cofradía Monseñor Louis Doni d'Attichy, obispo de Autun, les concedió 40 días de indulgencia. En el siglo XVI, los monjes pasaban la cadena de santa Regina en torno al cuello de los peregrinos. Actualmente, esta cadena se conserva en la iglesia parroquial de Flavigny-sur-Ozerain y está expuesta cada 7 de septiembre, día de la fiesta, para su veneración por los peregrinos.
Sus reliquias se conservan en la abadía de Saint-Pierre de Flavigny-sur-Ozerain desde mediados del siglo IX, siempre en el mismo sarcófago. La cripta se preparó para recibir el cuerpo de la santa. Dicha cripta, de nave central, cuenta con un deambulatorio lateral, que se prolonga hacia el este por un pasillo que da a una rotonda del mismo estilo que la de la Abadía de San Germán de Auxerre. En el siglo XVII, las reliquias de la santa fueron depositadas en un armario tras el altar mayor, exponiéndose en un monumento el día de su fiesta.
En 1648, los monjes de Flavigny tienen conocimiento de la existencia de otro cuerpo, del que se asegura que es el de santa Regina, que había sido entregado por Carlomagno a Osnabrück en Westfalia. Los monjes hicieron traer una reliquia de ese cuerpo, lo que provocó un conflicto entre los Cordeliers (franciscanos) de Alise y los benedictinos de Flavigny sobre la autenticidad de dicha reliquia.
Las similitudes que existen con la vida de Margarita de Antioquía llevan a ciertos autores a consideran que la narración de la historia de santa Regina es apócrifa, y que la tradición puede provenir del recuerdo de un hecho local.

## Lugares de culto
Además de Flavigny-sur-Ozerain y Alise-Sainte-Reine, tiene consagrados:
- En Voisines, en el departamento de Yonne, hay una «capilla de Santa Regina» que data de 1827, construida por dos habitantes que habían un voto en un peregrinaje a Alise-Sainte-Reine;
- Drensteinfurt, en Alemania;
- Osnabrück, en Westfalia.

## Plegaria
Oh Señor, venimos delante de ti en este momento en el reconocimiento del valor de tu humilde mártir Regina.
Que seamos imitadores de su fidelidad y de amor por Ti mientras nos concedes el valor y la fuerza para seguirte, sin importar el costo.
Te lo pedimos en el santo Nombre de Jesús, Nombre sobre todo nombre.
Amén.